# Хоффман, Майкл
Ма́йкл Линн Хо́ффман (англ. Michael Lynn Hoffman; род. 30 ноября 1956, Гавайи, США) — американский кинорежиссёр, сценарист и продюсер, актёр. Окончил Ориэл, колледж Оксфорда. Его фильм «Далёкие мечты» был номинирован на кинофестивале «Сандэнс» на премию в категории «Гран-при жюри».

## Фильмография

### Режиссёр
- 1982 — Привилегированный / Privileged
- 1985 — Беспокойные местные / Restless Natives
- 1987 — Далёкие мечты / Promised Land
- 1988 — Некоторые девчонки / Some Girls
- 1991 — Мыльная пена / Soapdish
- 1995 — Королевская милость / Restoration
- 1996 — Один прекрасный день / One Fine Day
- 1999 — Сон в летнюю ночь / A Midsummer Night’s Dream
- 2002 — Императорский клуб / The Emperor’s Club
- 2002 — Медики / MDs (телесериал)
- 2005 — Решающая игра / Game 6
- 2007 — Out of the Blue: A Film About Life and Football (документальный фильм)
- 2009 — Последнее воскресение / The Last Station
- 2012 — Гамбит / Gambit
- 2014 — Лучшее во мне / The Best of Me

### Сценарист
- 1982 — Привилегированный / Privileged
- 1987 — Далёкие мечты / Promised Land
- 1999 — Сон в летнюю ночь / A Midsummer Night’s Dream
- 2009 — Последнее воскресение / The Last Station
- 2014 — Лучшее во мне / The Best of Me

### Продюсер
- 1999 — Сон в летнюю ночь / A Midsummer Night’s Dream
- 2005 — Великое новое чудо / The Great New Wonderful
- 2005 — Двенадцатилетние / 12 and Holding
- 2008 — Круг избранных / The Narrows

### Актёр
- 1982 — Привилегированный / Privileged — Алан

## Награды
| Год  | Награда                  | Категория        | Работа                  | Результат |
| ---- | ------------------------ | ---------------- | ----------------------- | --------- |
| 1988 | Сандэнс                  | Гран-при жюри    | «Далёкие мечты»         | Номинация |
| 1996 | Берлинский кинофестиваль | Золотой медведь  | «Королевская милость»   | Номинация |
| 2009 | Римский кинофестиваль    | Золотая награда  | «Последнее воскресение» | Номинация |
| 2010 | Независимый дух          | Лучший режиссёр  | «Последнее воскресение» | Номинация |
| 2010 | Независимый дух          | Лучший сценарист | «Последнее воскресение» | Номинация |